# Compagnie DCA
Pour les articles homonymes, voir DCA.
La Compagnie DCA (pour Diversité, Camaraderie, Agilité) est une compagnie de danse contemporaine en 1983,. 

## Historique
La compagnie DAC fondée par Philippe Decouflé en 1983 avec quelques danseurs, artistes en tous genres, et amis. Elle est installée à la Chaufferie, à Saint Denis, depuis 1993.
Elle a donné plus de 2.000 représentations dans une quarantaine de pays, hors événements spéciaux,,.  

## Membres

### Interprètes
- Pascale Henrot
- Michèle Prélonge
- Herman Diephuis
- Eric Martin
- Philippe Decouflé
- Olivier Simola
- Christophe Waksmann
- Christophe Salengro
- Alexandra Naudet
- Muriel Corbel
- Magali Caillet
- Stéphane Chivot
- Irma Omerzo
- Clémence Galliard
- Sean Patrick Mombruno
- Alice Roland
- Meritxell Checa Esteban
- Violette Wanty
- Aurelien Oudot
- Julien Ferranti
- Flavien Bernezet

### Techniciens / Concepteurs
- Philippe Guillotel
- Jean Rabasse
- Pierre-Jean Verbraeken
- Patrice Besombes
- Laurent Radanovic
- Jean Malo
- Begona Garcia-Navas

### Compositeurs
- Hugues de Courson
- Joseph Racaille
- Sébastien Libolt
- Nosfell
- Pierre Le Bourgeois
- Joachim Latarjet

## Productions de la compagnie DCA
- 1983 : Vague café
- 1984 : Tranche de Cake
- 1986 : Codex
- 1988 : Technicolor
- 1989 : La Danse des sabots pour le défilé Bleu Blanc Goude sur les Champs-Élysées à Paris lors des commémorations du bicentenaire.
- 1990 : Novembre
- 1990 : Triton
- 1992 : Cérémonie d'ouverture et de clôture des Jeux olympiques d'hiver de 1992 à Albertville
- 1993 : Petites Pièces montées
- 1995 : Decodex
- 1996 : Dora, le chat qui a vécu un million de fois
- 1997 : Marguerite, Cinquantième anniversaire du Festival de Cannes
- 1998 : Shazam!, Triton 2 et les Petites Tritures
- 1999 : Triton 2ter, Habillage France 2
- 2000 : Festival Hué 2000 (Vietnam)
- 2001 : Cyrk 13
- 2003 : Solo, Iris
- 2004 : IIris, Tricodex
- 2006 : Sombrero
- 2007 : Cœurs croisés
- 2010 : Octopus
- 2011 : Swimming Poules, Flying Cocqs (performance)
- 2012 : Opticon (installations videos) , Panorama
- 2013 : Entrée interdite, Beaux Arts (performances), Marcel Duchamp mis à nu par sa célibataire, même (Lecture-Démonstration)
- 2014 : Contact
- 2016 : Courtepointe
- 2017 : Nouvelles Pièces courtes
- 2019 : Les Vivaldis (court-métrage)
- 2021 : Shazam, Version 2.0.2.1
- 2022 : Stéréo[10]